# Se ho paura prendimi per mano
Se ho paura prendimi per mano è un romanzo di Carla Vistarini, edito da Corbaccio nel settembre 2014.
Col titolo Cuore solo ha vinto il Torneo Letterario IoScrittore 2013 per romanzi inediti.

## Trama
Lo Smilzo, un ex analista finanziario divenuto clochard a causa della crisi, si trova coinvolto nella rapina ad un supermercato in cui viene uccisa una donna. Prima che la polizia riesca a intervenire, un malfattore cerca di portar via la bambina rimasta impietrita accanto a lei, ma lo Smilzo è pronto a reagire e a salvare quella "nana" di tre anni, sola e sperduta, a cui misteriosi malviventi sembrano dare una caccia spietata. L'incontro con l'innocenza della bimba fa riemergere l'aspetto più nobile e umano del protagonista, mentre la lotta contro potenti e corrotti e la fuga attraverso strade e misteri di mezza Roma, alla ricerca della verità e della salvezza con l'aiuto di amici insperati, diventano la sua occasione di riscatto.

## Vendite
A febbraio 2015 Se ho paura prendimi per mano è giunto in vetta alla classifica delle vendite di Amazon kindle e al 2º posto nella classifica IBS ebook.